# Desmodium scutatum
Desmodium scutatum är en ärtväxtart som beskrevs av William Botting Hemsley. Desmodium scutatum ingår i släktet Desmodium och familjen ärtväxter. Inga underarter finns listade i Catalogue of Life.